# Steve Guttenberg
Steven Robert Guttenberg (* 24. srpen 1958, Brooklyn, New York, USA) , známý jako Steve Guttenberg, je americký herec. Pochází ze židovské rodiny a v této víře byl i vychováván.
Guttenberg se objevil ve filmech jako Policejní akademie, Den poté, Tři muži a nemluvně, Zámotek.

## Kariéra

### Filmografie (výběr)
- The Day After (1983) – jako Stephen Klein
- Policejní akademie (1985, Police Academy) – jako Carey Mahoney
- Policejní akademie 2: První nasazení (1985, Police Academy 2: Their First Assignment) – jako Carey Mahoney
- Bad Medicine (1985) – jako Jeff Marx
- Policejní akademie 3: Znovu ve výcviku (1986, Police Academy 3: Back in Training) – jako Carey Mahoney
- Číslo 5 žije (1986) – jako Newton Crosby
- Amazon Women on the Moon (1987) – jako Jerry
- Dobrodružství Poseidonu (2005) – jako Richard Clarke
- Shannon 's Rainbow (2009) – jako Ed

### Hudební klipy
V roce 1989 se objevil v klipu "Liberian Girl" od Michaela Jacksona.